# 高头镇 (龙岩市)
高头乡，原为高头乡，是中华人民共和国福建省龙岩市永定区下辖的一个乡镇级行政单位。2021年5月24日，撤乡设镇。

## 行政区划
高头镇下辖以下地区：
高东村、高北村、高南村、大岭下村和梅花石村。